# Liqian
Liqian o Lǐ-Chien (caratteri cinesi: 骊靬) (pinyin: Líqián) è un'ex contea nella provincia settentrionale di Gansu, in Cina. L'antica città di Liqian è situata in un villaggio chiamato Zhelaizhai. Nel XX secolo lì nacque una teoria secondo la quale gli abitanti discendono da antichi legionari romani sfuggiti al massacro seguito alla disfatta nella battaglia di Carre (nella Turchia orientale), quando alcune legioni, guidate da Marco Licinio Crasso vennero distrutte dall'esercito dei Parti nel 53 a.C. Da allora sono stati condotti diversi studi, anche genetici Il villaggio ricevette attenzione internazionale nel febbraio del 2007 quando la teoria venne all'improvviso sotto i riflettori della stampa internazionale. Il giornalista britannico Rob Gifford ha commentato la teoria sostenendo che si tratta di uno dei molti "miti rurali".

## Geografia
Il villaggio si trova sul bordo del deserto del Gobi. Si tratta di un'area rurale, dal momento che la più vicina città è distante più di 300 km.

## Storia
Nel 1955, Homer Hasenpflug Dubs, professore di storia cinese alla Università di Oxford, ipotizzò che alcuni dei 10.000 prigionieri romani presi dall'impero dei Parti dopo la battaglia di Carre nella Turchia orientale nell'anno 53 a.C. siano riusciti a fuggire (o siano stati deportati) verso l'odierno Uzbekistan e che successivamente spostandosi in Cina siano stati arruolati dal capo guerriero Jzh Jzh (della Dinastia Hun), in guerra contro la dinastia Han (dal 206 a.C. al 220 d.C.).
L'ipotesi nasce dalla lettura di annali della dinastia Han, che descrive una battaglia tra l'impero Han e le forze del generale Jzh Jzh nella Cina occidentale. Si segnala che una formazione di 150 uomini della sua armata abbia assunto una formazione a "scaglie di pesce", che Dubs supponeva essere il tipico schieramento romano di battaglia in testudo, afferma inoltre che questi uomini, catturati dai cinesi, abbiano costruito il proprio villaggio chiamato Liqian (Li-chien) la traslitterazione cinese per Alessandria. Nel 1957, Dubs ha pubblicato il suo libro: "Una città romana nell'antica Cina".

### Critica
La teoria di Dubs è stata criticata per la presenza di ipotesi non comprovate da fatti accertati. Secondo le ricerche di Yang Gongle, professore della Beijing Normal University, sembra che l'insediamento già esistesse con questo nome nel 104 a.C., circa mezzo secolo prima della battaglia di Carre. Un'altra critica riguarda la corrispondenza della formazione descritta "a scaglie di pesce" con la nota tattica della testudo romana: in effetti venivano utilizzate in quest'epoca nell'Asia centrale e in India doppie palizzate di legno il cui aspetto potrebbe essere descritto con questa analogia. Il carattere 鱗 (lín) mira a descrivere quanto gli scribi di corte vedevano nelle raffigurazioni della battaglia, espressione alta dell'arte figurativa della dinastia Han. Le raffigurazioni esprimono con evidenza una sovrapposizione degli scudi dei soldati simile alle squame del pesce.

### Analisi sistematica del DNA degli abitanti
Sono in corso ricerche genetiche sul DNA degli attuali abitanti del villaggio, che, secondo alcuni, sembrano presentare caratteri caucasici più che asiatici e che potrebbero pertanto essere i discendenti di quegli antichi soldati romani sopravvissuti e deportati come prigionieri dal campo di battaglia di Carre. La ricerca presenta tuttavia diverse difficoltà: sia perché il sito di Liqian si trova in prossimità della Via della seta, sulla quale hanno sempre viaggiato mercanti di diversa origine etnica, compresa quella mediterranea, sia perché lo Stato romano e ancor di più il suo esercito erano anch'essi tutt'altro che omogenei dal punto di vista etnico.